# السياحة في التشيك

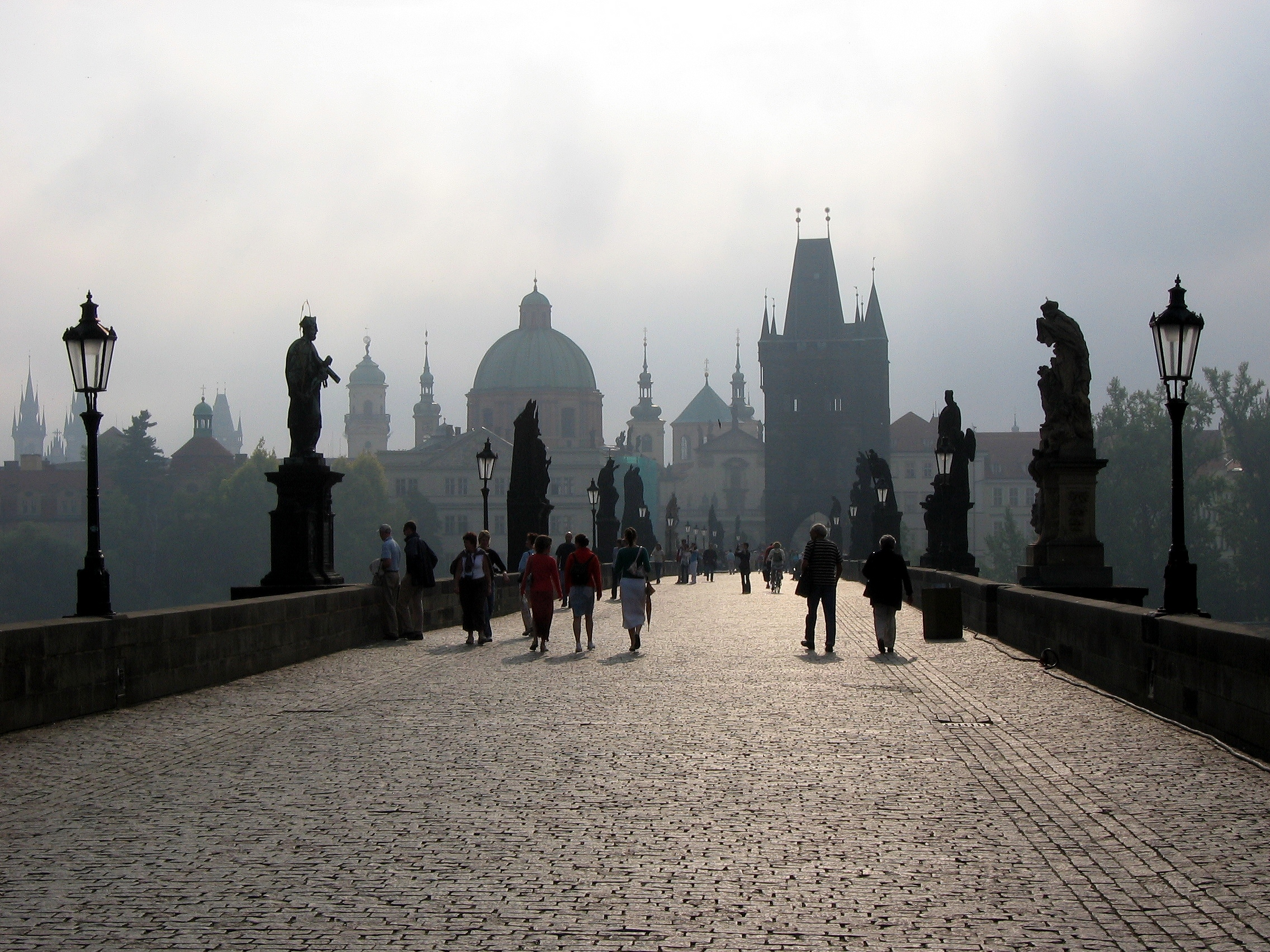
جسر تشارلز في براغ

الجمهورية التشيكية، وبخاصة براغ العاصمة، أصبحت واحدة من الوجهات السياحية الرئيسية في أوروبا. أخرى على درجة عالية من الوجهات تشمل زيارة قلعة Karlštejn، هورا بالكثير من الجاه، كروملوف كروملوف، ويدنيس.

## مناطق الجذب السياحي

### سهرات
براغ يجذب كميات كبيرة من الأجانب (معظمهم من ألمانيا، روسيا، بولندا، الولايات المتحدة، إسرائيل والمملكة المتحدة)السياح بسبب انخفاض التكاليف المرتبطة الحياة الليلية. عدد كبير من الحانات والنوادي، وتقع قريبة من بعضها البعض في كثير من الأحيان في وقت متأخر وفتح، بمثابة حوافز إضافية للسياح من أوروبا.

### المشي لمسافات طويلة والتزلج
العروض الريف التشيكي المناطق المحمية مثل الجنة البوهيمي (تشيسكي راج)، البوهيمي كارست (تشيسكي KRAS) والحديقة الوطنية سومافا. ملامح الريف القلاع، الكهوف وغيرها من المعالم.
في جنوب بوهيميا، وسومافا جبال تحتوي على العديد من المشي لمسافات طويلة وإمكانيات التزلج عبر البلاد. المحمية الطبيعية Rejvíz هي وجهة شعبية في Jeseníky جبال.
وتقع منتجعات التزلج من شمال شرق شمال جمهورية التشيك إلى الغرب. أكثر المنتجعات شهرة وشعبية تقع في Krkonoše جبال. Krkonoše يشمل مركز سياحي من Harrachov.

### الكروم
مورافيا تشتهر النبيذ.

## حركة المرور
يتم تقديم براغ حسب روزين الدولي. للسفر داخل جمهورية التشيك ومن الشائع استخدام إينترستي-القطارات أو برا حافلة ES. الطرق في حالة جيدة وتشمل شبكة الطرق السريعة. هناك بنية تحتية جيدة السياحة في كل مدينة كبيرة والمنتجعات السياحية الأكثر.

## وصلات خارجية
- Czech tourism and sport - Official site of the Czech Republic
- Czechtourism.com - Official site of the CzechTourism agency
- The Czech Sights on the UNESCO List of World Cultural and Natural Heritage
- IDOS - Search engine for all public transport in the Czech Republic.